# Europees kampioenschap voetbal 2008 (halve finale) Duitsland - Turkije
Dit artikel gaat over de wedstrijd in de halve finale tussen Duitsland en Turkije gespeeld op 25 juni 2008 tijdens het Europees kampioenschap voetbal 2008.

## Voorafgaand aan de wedstrijd
- Bij Turkije zijn geschorst: doelman Volkan, Arda, Emre Asik en Tuncay; terwijl Nihat Kahveci, Emre Belözoglu, Servet, Tümer en Emre Güngör geblesseerd zijn. Zodoende beschikt de Turkse coach, uit zijn totale selectie van 23 spelers, over 12 veldspelers en 2 keepers voor deze wedstrijd.
- De Duitse bondscoach Joachim Löw kan beschikken over alle 23 spelers. Torsten Frings heeft weliswaar een gebroken rib, maar kan met een korset toch de wedstrijd meespelen.
- Voor Duitsland en Turkije is het de 18e keer dat ze tegen elkaar spelen. De voorgaande keren wonnen de Duisters 11 keer, de Turken drie keer en was het driemaal een gelijkspel. In die wedstrijden scoorde Duitsland 40 keer en Turkije 10 keer.[1]
- Voor Turkije is het de eerste keer dat ze de halve finale halen van een Europees kampioenschap voetbal mannen.
- Duitsland heeft zes keer eerder in de halve finale gestaan van een eindtoernooi op het Europees kampioenschap voetbal. In 1972, 1976, 1980, 1988, 1992 en 1996 stonden de Duitsers in de halve finale. Vijf van de zes keer werd ook de finale behaald. Alleen in 1988 werd met 2 - 1 verloren van de latere kampioen Nederland.
- Turkije behaalde de halve finale door in de kwartfinale Kroatië na strafschoppen te verslaan. Na 90 minuten voetbal was er in de wedstrijd tegen Kroatië nog niet gescoord. Pas in de 119e werd er gescoord door de Kroaten. In de 122e scoorde de Turken de gelijkmaker. De strafschoppenserie werd met 3 - 1 gewonnen, waardoor Turkije zich plaatste voor de halve finale. Turkije kwam in die kwartfinale door de laatste groepswedstrijd met 3 - 2 te winnen van Tsjechië in de wedstrijd die de media inging als het wonder van Genève. Een kwartier voor tijd stond Turkije nog met 0 - 2 achter en leek Tsjechië door te gaan. Door drie doelpunten in het laatste kwartier, wist Turkije toch nog de wedstrijd om te buigen en zich te kwalificeren voor de kwartfinale. Eerder werd met 0 - 2 verloren van Portugal en met 2 - 1 gewonnen van Zwitserland.
- Duitsland werd tweede in Groep B. Het eerste duel tegen Polen werd met 2 - 0 gewonnen. De tweede wedstrijd werd met 1 - 2 verloren van Kroatië. Pas op de laatste speeldag tegen Oostenrijk werd een plaats in de kwartfinale behaald met een 1 - 0 overwinning. In de kwartfinale werd van Portugal gewonnen met 3 - 2.
- Beide landen kwamen elkaar nog niet eerder tegen op een eindronde van een Europees kampioenschap voetbal. De laatste wedstrijd tussen beide landen was een vriendschappelijke wedstrijd op 8 oktober 2005 die eindigde in een 2-1 zege voor Turkije.

## Wedstrijdgegevens

De basisopstellingen van beide landen.

| Datum                | 25 juni 2008                  | 25 juni 2008                  |
| Stadion              | St. Jakob Park, Bazel         | St. Jakob Park, Bazel         |
| Toeschouwers         | 38.374                        | 38.374                        |
| Scheidsrechter       | Massimo Busacca               | Massimo Busacca               |
| Assistenten          | Matthias Arnet Stéphane Cuhat | Matthias Arnet Stéphane Cuhat |
| Vierde man           | Peter Fröjdfeldt              | Peter Fröjdfeldt              |
| Man van de wedstrijd | Philipp Lahm                  | Philipp Lahm                  |
|                      | Duitsland                     | Turkije                       |
| Doelpunten           | 3                             | 2                             |
| Gele kaarten         | 0                             | 2                             |
| Rode kaarten         | 0                             | 0                             |
| Wissels              | 2                             | 3                             |
| Schoten op doel      | 5                             | 12                            |
| Schoten naast doel   | 4                             | 7                             |
| Overtredingen        | 14                            | 15                            |
| Hoekschoppen         | 2                             | 8                             |
| Buitenspel           | 0                             | 1                             |
| Vrije trappen        | 16                            | 14                            |
| Strafschoppen        | 0                             | 0                             |
| Balbezit (tijd)      |                               |                               |
| Balbezit (%)         | 45                            | 55                            |

| Duitsland | 3 – 2           | Turkije |
| Bastian Schweinsteiger 26' Miroslav Klose 79' Philipp Lahm 90' | goals (assists) | 22' Uğur Boral 86' Semih Şentürk |
| Joachim Löw | bondscoach      | Fatih Terim |
| Jens Lehmann Arne Friedrich Simon Rolfes 46' Bastian Schweinsteiger Miroslav Klose 90+2' Michael Ballack Thomas Hitzlsperger Philipp Lahm Per Mertesacker Lukas Podolski Christoph Metzelder | opstellingen    | Rüştü Reçber Hakan Balta Gökhan Zan Mehmet Topal Mehmet Aurélio Semih Şentürk 84' Uğur Boral 90+2' Kazım Kazım 81' Ayhan Akman Sabri Sarıoğlu Hamit Altıntop |
| Torsten Frings 46' Marcell Jansen 90+2' | wissels         | 81' Mevlüt Erdinç 84' Gökdeniz Karadeniz 90+2' Tümer Metin                                                                                                   |
| | gele kaarten    | 53' Semih Şentürk 90+1' Sabri Sarıoğlu |
| | rode kaarten    | |

## Overzicht van wedstrijden
| Groepswedstrijden | | | |
| Groep A | Groep B | Groep C | Groep D |
| Zwitserland - Tsjechië Portugal - Turkije Tsjechië - Portugal Zwitserland - Turkije Zwitserland - Portugal Turkije - Tsjechië | Oostenrijk - Kroatië Duitsland - Polen Kroatië - Duitsland Oostenrijk - Polen Oostenrijk - Duitsland Polen - Kroatië | Roemenië - Frankrijk Nederland - Italië Italië - Roemenië Nederland - Frankrijk Nederland - Roemenië Frankrijk - Italië | Spanje - Rusland Griekenland - Zweden Zweden - Spanje Griekenland - Rusland Griekenland - Spanje Rusland - Zweden |
| Kwartfinales | | | |
| Portugal - Duitsland | Kroatië - Turkije | Nederland - Rusland | Spanje - Italië                                                                                                   |
| Halve finales | | | |
| Duitsland - Turkije | Duitsland - Turkije                                                                                                  | Rusland - Spanje | Rusland - Spanje                                                                                                  |
| Finale | | | |
| Duitsland - Spanje | | | |